# Mardoniusz
Mardoniusz (pers. ‏مردونیه‎, stgr. Μαρδόνιος; zm. 479 p.n.e.) – perski dowódca z okresu wojen persko-greckich w V wieku p.n.e.

## Życiorys
Był synem Gobryasa i zięciem króla Persji Dariusza I (poślubił jego córkę Artozostrę). W 492 p.n.e. został wysłany do Grecji, by rozszerzyć satrapię europejską. Nim wkroczył do Grecji, obalił perskich tyranów w jońskich miastach i wprowadził tam rządy demokratyczne – prawdopodobnie by zapobiec rebeliom. Następnie z flotą i wojskiem przekroczył Hellespont, po czym ruszył na zachód wzdłuż wybrzeża. Jego flota została jednak zniszczona przez sztorm niedaleko góry Athos. Według Herodota Persowie stracili wtedy 300 statków i 20 tysięcy ludzi. W tym czasie Mardoniusz z wojskami lądowymi walczył w Tracji, gdzie został ranny. Mimo sukcesów odniesionych podczas tych walk musiał zawrócić do Azji Mniejszej z powodu braku floty. Został pozbawiony dowództwa przez Dariusza, który wojska na Ateny wysłał pod wodzą Artafernesa i Datisa w 490 p.n.e., i poniósł klęskę pod Maratonem.

## Kampania w Grecji
Mardoniusz powrócił do łask za panowania syna i następcy Dariusza Kserksesa I. Perski wódz przekonał Kserksesa, że powinien pomścić klęskę Dariusza. Po klęsce pod Salaminą (480 p.n.e.) próbował nakłonić króla do pozostania w Grecji i wydania Grekom bitwy lądowej. Kserkses jednak zarządził odwrót głównych sił perskich do Suzy, w Grecji zaś pozostawił najlepsze wojska, w tym gwardię „nieśmiertelnych” pod dowództwem Mardoniusza. Herodot podaje liczbę wojsk powierzonych Mardoniuszowi na 300 tysięcy, co w opinii współczesnej nauki jest liczbą wielokrotnie zawyżoną i nieprawdopodobną.
Po objęciu dowództwa Mardoniusz wycofał się z Attyki na północ i przezimował swe wojska w Tesalii. Usiłował skłonić Ateńczyków do zawarcia separatystycznego traktatu pokojowego (proponując im powrót do miasta i pomoc w jego odbudowie w zamian za zawarcie rozejmu), a tym samym odciągnąć ich od sojuszu z Grekami Peloponezu. W tym celu wysłał w poselstwie do Aten swego sojusznika a proksenosa Ateńczyków – Aleksandra, syna Amyntasa z Macedonii. Ateńczycy odrzucili propozycję Mardoniusza, wobec czego Persowie wznowili działania wojenne, wkraczając na terytorium Attyki i po raz drugi pustosząc Ateny w połowie lipca 479 p.n.e. Na wieść o zbliżającej się armii peloponeskiej Mardoniusz wycofał się w okolice Teb, obawiając się, że w górzystej Attyce nie uda mu się wykorzystać przewagi sił konnicy przeciw pieszym oddziałom greckim. Na czele swej armii starł się z wojskami sprzymierzonych miast greckich pod Platejami. Poniósł klęskę i śmierć. Triumfujący Grecy odcięli jego głowę i nabili na pal (podobnie jak Kserkses postąpił z głową spartańskiego króla Leonidasa po bitwie pod Termopilami).